# Dicella
Dicella é um género botânico pertencente à família Malpighiaceae.

## Espécies
- Dicella aciculifera W.R.Anderson
- Dicella amazonica Pires
- Dicella bracteosa (A.Juss.) Griseb.
- Dicella conwayi Rusby
- Dicella holosericea A. Juss.
- Dicella julianii (J.F.Macbr.) W.R. Anderson
- Dicella lancifolia A. Juss.
- Dicella macroptera Mart. ex A. Juss.
- Dicella nucifera Chodat
- Dicella oliveirae M.W.Chase
- Dicella ovatifolia A. Juss.
- Dicella tricarpa Nied.